# Високий (острів, Південні Сандвічеві острови)
Острів Високий (англ. Visokoi Island) — невеликий безлюдний острів в архіпелазі Південні Сандвічеві острови в південній частині Атлантичного океану.
Острів входить до складу заморської території Великої Британії Південна Джорджія і Південні Сандвічеві Острови (тобто належать Великій Британії, але не є її частиною).

## Географія

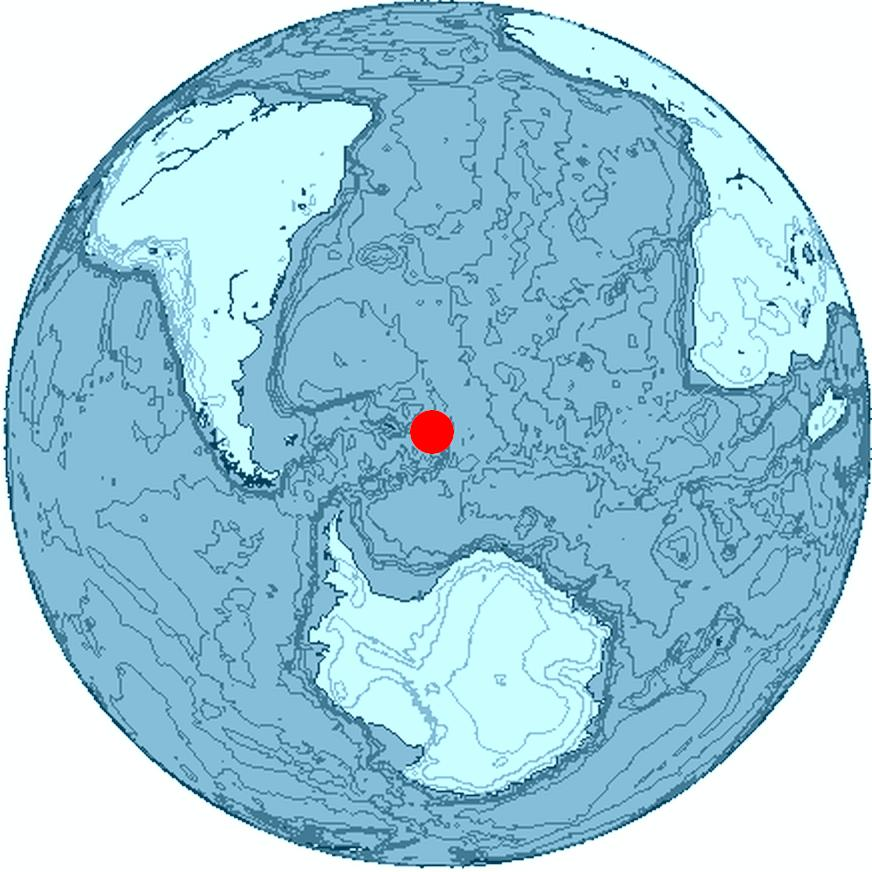
Георозташування Південних Сандвічевих островів

Острів Високий знаходиться за 520 км на південний схід від головного острова Південна Джорджія і на північний схід від Антарктиди. Він є частиною Південних Сандвічевих островів. Разом із сусідніми островами Лєскова і Завадовського утворює архіпелаг Траверсеі. Острів довжиною 7,2 км і шириною 4,2 км. 
Найвища точка острова — гора Годсон, що має висоту 1005 м. Пік названий на честь Арнольда Вайнхолта Годсона — губернатор Фолклендських островів.
Через достатньо високий ландшафт острів і має своє назву, яку йому дав Фадей Беллінсгаузен .

## Історія
Острів було відкрито 1819 року під час першої російської антарктичної експедиції Фадея Беллінсгаузена та Михайла Лазарєва. Спочатку був названий Торсон, на честь учасника експедиції, майбутнього декабриста Костянтина Петровича Торсона. Однак після повстання декабристів острів було перейменовано.